# BSW. Der Vorteil für den Öffentlichen Dienst

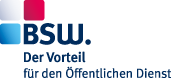
Logo des Beamten-Selbsthilfewerks

BSW. Der Vorteil für den Öffentlichen Dienst, kurz BSW (Abkürzung für Beamten-Selbsthilfewerk; früher: BSW. Der BonusClub) ist ein deutsches Vorteilssystem der BSW Verbraucher-Service Beamten-Selbsthilfewerk GmbH.

## Geschichte
Am 10. November 1960 wurde das BSW – Beamten-Selbsthilfewerk von 23 Zollbeamten und der KOMBA-Gewerkschaft in Hamburg als Verein gegründet. Ziel war es, günstige Einkaufsmöglichkeiten für öffentlich Bedienstete anzubieten. In den späten 60er Jahren wurde der Firmensitz nach Bayreuth verlegt, wo er sich bis heute befindet. Mittlerweile hat sich das BSW zu einem deutschlandweiten Vorteils-/Bonussystem mit rund 500.000 Mitgliedern entwickelt.

## Mitgliedschaft
Für die Teilnahme am Vorteilsprogramm ist der Abschluss einer BSW-Mitgliedschaft notwendig. BSW-Mitglieder können bei Partnern vor Ort mit ihrer Karte und online über die Partnerfirmenseiten mit registrierter Mitgliedsnummer einkaufen. Bei jedem Einkauf wird den Mitgliedern ihr BSW-Vorteil als Rückvergütung (Cashback) auf ihr Girokonto überwiesen. Im Einzelfall wird der Vorteil direkt vom Warenwert der Rechnung abgezogen. Im Gegensatz zu anderen Vorteilssystemen erfolgt diese Rückvergütung also nicht durch Prämien oder Punkte, sondern direkt durch Geldbeträge.

## Betrieb
Den Betrieb des BSW-Vorteilsystems übernimmt die zur AVS-Holding gehörende BSW Verbraucher-Service Beamten-Selbsthilfewerk GmbH. Unter dem Dach der AVS Holding GmbH verwalten das BSW und seine Schwestergesellschaft AVS Abrechnungs- und Verwaltungs-Systeme GmbH (AVS) 5 Millionen Kundenkarten aus den Bereichen Handel, Tourismus und Verlage. Insgesamt sind in den Unternehmen der AVS Holding rund 200 Mitarbeiter beschäftigt.